# Orden der Damen vom Strick

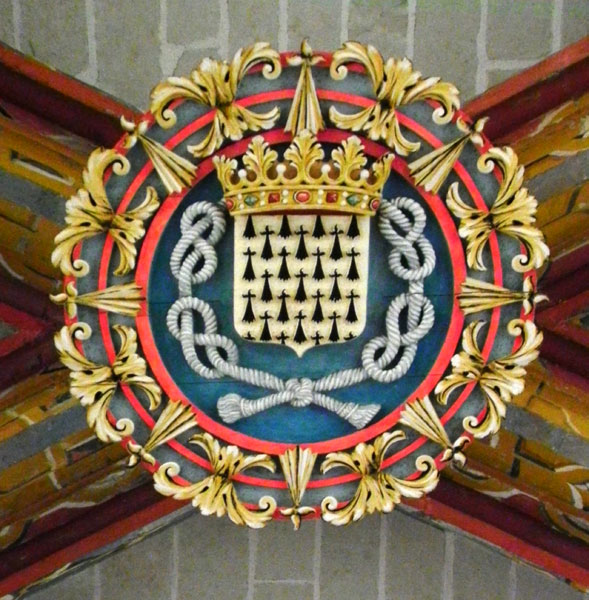
Wappen des Ordens

Der Orden der Damen vom Strick oder wie er sich auch nannte, der gegürteten Damen, wurde 1498 von der Herzogin Anne de Bretagne als Damenorden gestiftet.
Verschiedene Gründe werden als Stiftungsanlass angenommen. So sollte der Orden zum Andenken an die Fesseln (Stricke) des Heilands erinnern. Nach anderer Sichtweise ehrte der Orden den Strick des heiligen Franz von Assisis. Auch soll der Orden die Fesseln der Ehe symbolisiert haben. Letzteres wird der Tatsache gerecht, das der Neuvermählung von Anna Schwierigkeiten im Wege standen. Karl VIII. der Anna begehrte, musste diese aus der Verlobung mit Erzherzog Maximilian von Österreich lösen, obwohl er mit der Maria von Burgund verlobt war. Das Problem bestand in dem damit verbundenen Landgewinn. Der friedliche Versuch endete nach gewaltsamer Lösung mit Vertrag vom 6. Dezember 1491, wonach die Bretagne an Frankreich fiel. Bereits 1499 heiratete Anna Ludwig XII.
Von der Ehefessel abgeleitet, sind Stricke und Ketten in der französischen Heraldik für adlige Damen, insbesondere Witwen, in die Wappen gekommen.